# Tallers per la Llengua
Tallers per la Llengua és una entitat presidida per Ferran Suay Lerma que treballa per a la normalització de l'ús social de la llengua catalana des de la perspectiva de la psicologia evolucionista. Aquest projecte, impulsat arran de la constatació del retrocés en l'ús social del català, es materialitza en tallers adreçats a col·lectius distints, amb una estratègia comuna: dotar els participants de recursos (conductuals i cognitius) que els permetin d'utilitzar amb comoditat el català com a llengua normal en les relacions interpersonals.
La principal novetat metodològica que introdueixen aquests tallers rau en el fet que són espais que permeten de desenvolupar una reflexió i atenció personalitzada en grups reduïts, molt més enllà de les clàssiques campanyes de sensibilització materialitzades en lemes. Tot això configura una forma de promoure l'ús del català més arrelada a les sensibilitats i vivències personals. L'entitat ha impartit tallers per desenes d'administracions, associacions i altres institucions, entre elles moltes universitats dels territoris catalanoparlants i el Govern balear. El 2006 el projecte va rebre el premi Teresa Miquel i Pàmies de l'Ajuntament de Reus. i el 2010, el 1r premi per Estendre l'ús del català a Tarragona, convocat pel Servei de Política Lingüística de l'Ajuntament de Tarragona.
El projecte neix l'any 2004 a partir de la confluència de diverses iniciatives desenvolupades des de la Societat Valenciana de Psicologia i el nucli de Sabadell de la Coordinadora d'Associacions per la Llengua Catalana (CAL) i és coordinat, en primera instància, des de la Fundació Reeixida. L'any 2007, amb la voluntat de consolidar el projecte, es crea l'entitat Tallers per la Llengua, una entitat independent que és l'actual encarregada de coordinar i promoure els tallers. Des dels seus inicis, s'han dut a terme més de 400 tallers a sindicats, esplais, escoles, instituts, institucions i tot tipus d'associacions.